# Smiljansko Polje
Smiljansko Polje es una localidad de Croacia situada en el municipio de Gospić, en el condado de Lika-Senj. Según el censo de 2021, tiene una población de 129 habitantes.

## Demografía
| Gráfica de población de Smiljansko Polje 1857-2021                  |
|                                                                     |
| Según los censos de población de la Oficina de Estadísticas Croata. |